# يونس ولد فضة (مسلسل)
 يونس ولد فضة مسلسل تلفزيوني مصري دراما عرض في رمضان 1437هـ/2016م. المسلسل من بطولة عمرو سعد، تأليف عبد الرحيم كمال وإخراج أحمد شفيق

## القصة
يغوص المسلسل داخل أعماق صعيد مصر من خلال شخصية أحد أباطرة الصعيد يونس شهاب (عمرو سعد) الذي يقوم بتحقيق كل ما يريد بكل الطرق المشروعة والغير مشروعة، بدء من تجارة السلاح وحتى بيع الآثار، رغبة في تحقيق نفوذ وسلطة لا يتمكن أحد من ردعها، في الوقت الذي يحاول فيه أعمامه كشف حقيقته وحقيقة والدته فضة (سوسن بدر) بعد الشك في نسبه.

## طاقم العمل
- عمرو سعد
- ريهام حجاج
- سوسن بدر
- نانسي إبراهيم
- هبة مجدي
- عصام توفيق
- عبد العزيز مخيون ضيف شرف
- إلهام عبد البديع
- إنعام سالوسة ضيف شرف
- سهر الصايغ
- نهى عابدين
- حسن عيد
- إبراهيم السمان
- أميرة العايدي
- أحمد عتريس
- محمد التاجي
- إيهاب فهمي ضيف شرف
- أحلام الجريتلي
- محمود فارس
- نادر رمزي
- بتول الحداد
- جلال العشري
- رابي سعد
- عزوز عادل
- سما سعيد
- محمد الصاوي ضيف شرف
- علاء زينهم ضيف شرف
- محمد أبو الوفا
- أحمد صيام
- فتوح أحمد
- أحمد حلاوة
- صفاء الطوخي
- سامي مغاوري ضيف شرف
- هاني كمال ضيف شرف
- ضياء عبد الخالق ضيف شرف
- رباب ممتاز
- فتحية طنطاوي
- نوال سمير ضيف شرف
- عمرو صحصاح ضيف شرف
- عصام السقا ضيف شرف

## هوامش
- كان المسلسل يحمل اسم (ولد فضة)، إلا إن مخرج المسلسل قرر تغير الاسم إلى (يونس ولد فضة) لأنه أنسب لأحداث العمل.[2]
- يعود الفنان عمرو سعد للدراما الصعيدية من خلال مسلسل (ولد فضة)، حيث سبق أن قدمها في عدة أعمال، منها (الحب موتا) و(مملكة الجبل).